# Lenguas de Temotu
Las lenguas de Temotu son lenguas oceánicas, características del archipiélago Temotu, perteneciente a la república de las islas Salomón.
Inicialmente se consideró que las lenguas de las Santa Cruz eran papúes y las de Vanikoro del grupo oceánico central-oriental, pero Ross & Næss las redefinieron en un solo grupo y del siguiente modo:
- Lenguas Reef-Santa Cruz (RSC): En las islas Santa Cruz e islas Reef.
- Lenguas Utupua-Vanikoro (o de las islas exteriores orientales): En las islas Utupua y Vanikoro.
  - Lenguas utupua: amba, asumboa y tanimbili.
  - Lenguas vanikoro: teanu, lombomo y tanema.

## Comparación léxica
Los numerales reconstruidos para diferentes lenguas temotu son:
| GLOSA | Reefs-Santa Cruz | Reefs-Santa Cruz | Reefs-Santa Cruz | Utupua-Vanikoro | Utupua-Vanikoro | Utupua-Vanikoro | Utupua-Vanikoro | Utupua-Vanikoro | Utupua-Vanikoro | Utupua-Vanikoro | PROTO- TEMOTU |
| GLOSA | Äiwoo            | Lwepe- Malo      | Nanggu           | Asumboa         | Buma            | Nembao          | Tanema          | Tanimbili       | Teanu           | Vano            | PROTO- TEMOTU |
| ----- | ---------------- | ---------------- | ---------------- | --------------- | --------------- | --------------- | --------------- | --------------- | --------------- | --------------- | ------------- |
| 1     | nyigi            | tʌesʌ̃            | təte æte         | sika            | iune            | tʰua            | keo omʷano      | suo             | iune            | tilu            |               |
| 2     | lilu             | li               | lʌli             | yuw             | tilu            | llu             | lalu            | ᵐbuyu           | ti-lu           | taru            | *-lu          |
| 3     | eve              | tü               | lʌtü             | tou             | tete            | tʰɔ             | ao              | ᵐbokʷo          | te-te           | telu            | *-to          |
| 4     | uvä              | pʷæ              | lʌfɔ             | sivia           | teva            | hia             | ava             | māpiɔ           | te-va           | tava            | *-va          |
| 5     | vili             | nʌlvü            | lʌməf            | sini            | tili            | hāŋi            | leli            | kavili          |                 | teli            | *-li          |
| 6     | polegi           | esʌ̃mʌ            | lʌətʰemǣ         | suɔ             | tuɔ             | uru             | o               | kavili suo      |                 | tawo            |               |
| 7     | polelu           | œlimʌ            | tumətu           | timbi           | timbi           | valu            | oimbi           | suovio          |                 | tembi           | *-bi          |
| 8     | polee            | œtümʌ            | tuməli           | tā              | tua             | varo            | embisoa         | veviro          |                 | tapwa           |               |
| 9     | polouvä          | œpʷæmʌ           | tuməte           | toinĵu          | tindi           | wahia           | suaindi         | verevepio       |                 | tandu           |               |
| 10    | nugolu           | nʌpnu            | nəpnu            | ŋavi            | ulukɔ saŋaulu   | ņalɔ            | ndoŋolo         | vereŋalu        |                 | ŋgauluka        | *-ŋaulu(?)    |